# Tránsito de Urano desde Neptuno

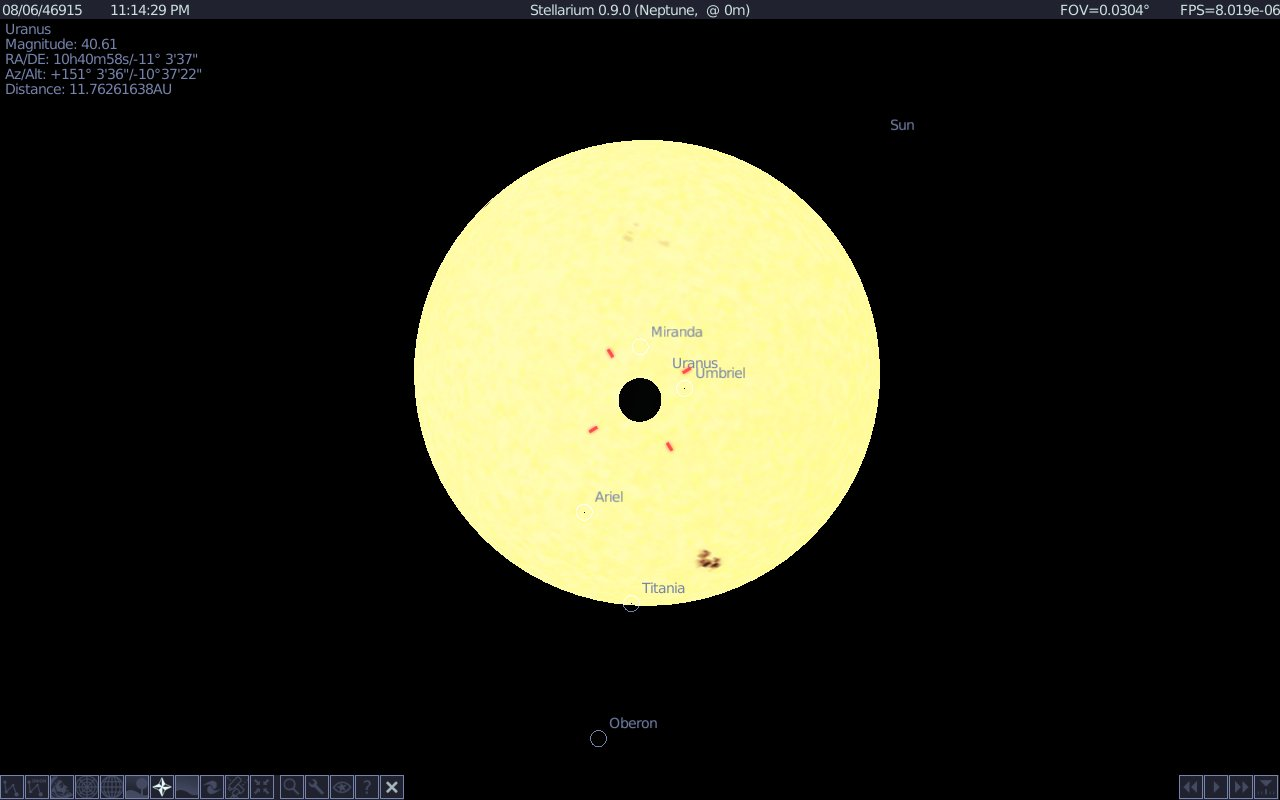
Tránsito de Urano visto desde Neptuno.

Un tránsito de Urano a Neptuno se produce cuando Urano pasa directamente entre el Sol y Neptuno. Urano puede verse desde Neptuno como un pequeño disco negro bordeando lentamente a través del disco solar. 
El tránsito central dura alrededor de 42 horas.
Este es el más raro de todos los tránsitos individuales que afectan a los ocho planetas, debido al largo período sinódico de 172 años (de Urano a Neptuno), el diámetro aparente muy pequeño del Sol (1,07 minutos de arco, cerca del límite de la resolución visual humana) visto desde Neptuno, y la inclinación mutua de las dos órbitas, 1,5 grados, que es menor que la de la mayoría de las parejas planetarias.
El próximo tránsito de Urano a Neptuno se producirá en octubre de 38172 d. C.
Los tránsitos vistos desde Plutón, del cinturón de Kuiper y los demás objetos del disco disperso son aún más raros, debido a la inclinación de su órbita, en comparación con las de los planetas.